# Felesteen
Felesteen, en arabe : فلسطين, est un quotidien palestinien, grand format, de langue arabe, publié à Gaza. Publié par Al-Wasat Media and Publishing Company, il s'agit du plus grand quotidien de la bande de Gaza en termes de diffusion. Il est fondé en 2006 et son premier numéro est édité le 3 mai 2007.